# Loewe (marque de prêt-à-porter)
Pour les articles homonymes, voir Loewe.
Loewe est une maison espagnole de prêt-à-porter de luxe et d'accessoires pour hommes et femmes, faisant partie du groupe LVMH.

## Histoire
L'histoire de Loewe commence en 1846, lorsque Heinrich (devenu Enrique) Roessberg Loewe, un artisan allemand, arrive en Espagne et établit son atelier de pelleterie sur la calle Lobo (Echegaray côté rue) au centre-ville de Madrid. En 1872, Loewe ouvre une boutique d'articles de cuir. Vingt ans plus tard, en 1892, la griffe E. Loewe s'installe calle del Príncipe, à Madrid, avec de grandes affiches publicitaires qui marqueront leur époque. C'est à ce moment-là, que l'entreprise commence à acquérir de la notoriété auprès du grand public. 
En 1905, lorsque Enrique Loewe Roessberg est sur le devant de la maison Loewe, le roi Alfonso XIII attribue à l'entreprise familiale le titre de fournisseur de la maison royale. Cinq ans plus tard, en 1910, Loewe ouvre sa première boutique à Barcelone. Ce n'est qu'à partir de 1923 que la marque continue d'étendre son réseau et ouvrir d'autres magasins à la capitale, un processus qui commence avec l'ouverture d'un établissement au 7 rue Barquillo. En 1934, Enrique Loewe Roessberg reprend l'entreprise et commence une ère d'expansion pour la marque, qui continue d'ouvrir des points de vente, comme au numéro 8 de la Gran Via de Madrid, qui a ouvert ses portes en 1939. Cette adresse est toujours d'actualité dans un style traditionnel. 
En 1945, le concepteur Pérez de Rozas crée des modèles de sacs en boxcalf, qui bientôt deviendront des classiques de la marque. En 1959, Loewe ouvre une boutique dans la rue Serrano, à Madrid, puis une boutique à Londres en 1963,. 
Avec les années 1970, Loewe entre dans la mode prêt-à-porter femme et voit la création et la conception de sa première pochette. La même année, Vincent Voile crée le monogramme de Loewe. Le premier parfum de la marque est créé en 1972 sous le nom L Loewe. Un an après, Loewe ouvre sa première boutique au Japon.
En 1974 apparaît l'Ante-Gold Collection, conçu par Dario Rossi. Un an après le lancement des parfums Loewe pour homme, ils deviennent leader sur leur marché. En 1979 apparaît la collection Napa, conçue par Renzo Zengiaro, le concept de sac à main armée a été remplacé par le sac presque sans structure. En 1985, la sortie de la fragrance Aire Loewe, qui devient aussi un incontournable[réf. souhaitée] et qui, aujourd'hui, reste une des plus populaires auprès de la clientèle espagnole. En 1986, Loewe ouvre son premier point de vente homme, situé sur la rue Serrano à Madrid. 
En 1987, Loewe parvient à un accord avec le groupe de luxe LVMH pour renforcer son expansion internationale. Cette même année se lance le parfum Esencia de Loewe. La société poursuit avec plusieurs années de consolidation de son capital, et en 1988, créée la fondation Loewe. Cette-ci, dirigée par Enrique Loewe, y remet notamment le prix international de poésie chaque année. 
En 1996, Loewe célèbre son 150 anniversaire. Cette date coïncide avec la signature avec le groupe LVMH. 
En 1997, le styliste Narciso Rodriguez devient directeur artistique des collections femme prêt-à-porter, et, en 1998, Loewe défile pour la première fois à Paris. 
Ensuite, c'est Jose Enrique Oña Selfa, qui fait ses débuts à la tête de la marque avec sa collection pour l'automne-hiver 2003/2004. Il a collaboré 6 ans avec l'entreprise.
En 2008, l'entreprise a commencé un plan de rénovation avec Stuart Vevers, directeur créatif.
En 2013, le designer Jonathan Anderson, fondateur de JW Anderson, est nommé à la tête de la direction artistique de Loewe. Le designer irlandais apporte une vision contemporaine. Il quitte l'entreprise en mars 2025.
En 2023, lors du défilé printemps-été, le directeur artistique Jonathan William Anderson présente des robes en métal imprimées en 3D. Ces créations donnent l'illusion de vêtements directement issus d'un jeu vidéo grossièrement pixelisé.

## Fondation Loewe

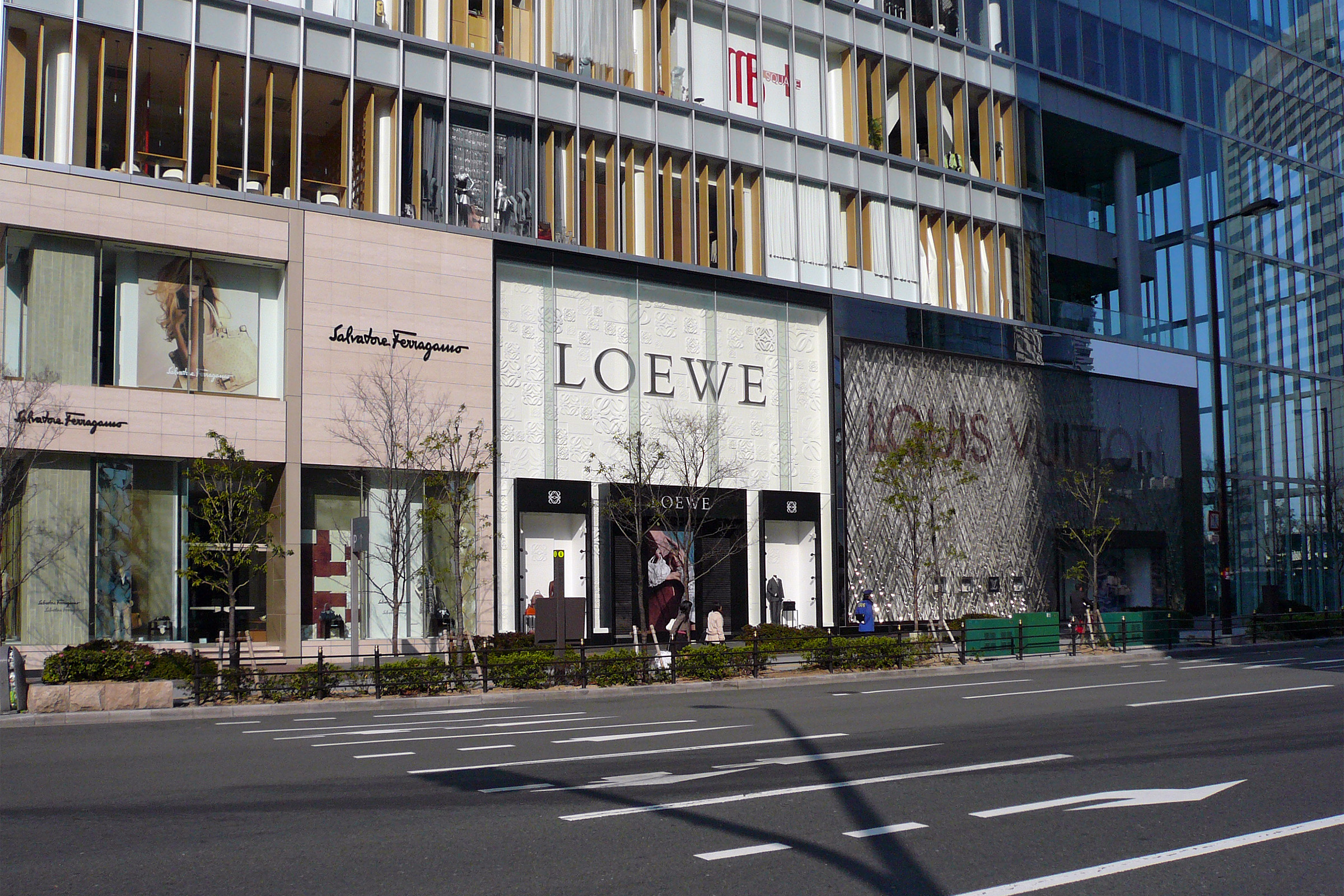
Osaka

## Parfums

### Parfums pour hommes
- Agua
- Agua El
- Esencia
- Loewe Pour Homme
- Solo
- Solo - Eau de Cologne Intense
- Solo Absoluto
- Solo Pop
- Solo Platinum
- 7
- 7 Natural
- 7 Cobalt

### Parfums pour femmes
- A Mi Aire
- Agua
- Agua Ella
- Agua Mediterráneo
- Agua Cala D'Or
- Aire
- Aire Allegro
- Aire Sensual
- Aire Loco
- Aura
- Esencia Femme
- Gala
- Gala Noche
- I Loewe You
- I Loewe You Tonight
- I Loewe Me
- L de Loewe
- Quizás - Parfum y Eau de Toilette
- Quizás Pasión